# زغبورة بيضاء
زغبورة بيضاء (الاسم العلمي:Stigmella alba) هي نوع من الحشرات تتبع جنس الزغبورة من فصيلة السليلات.